# Stazione di Chichester
La stazione di Chichester (in inglese Chichester railway station) è la principale stazione ferroviaria di Chichester, in Inghilterra.